# Friedrich von Greiffenclau

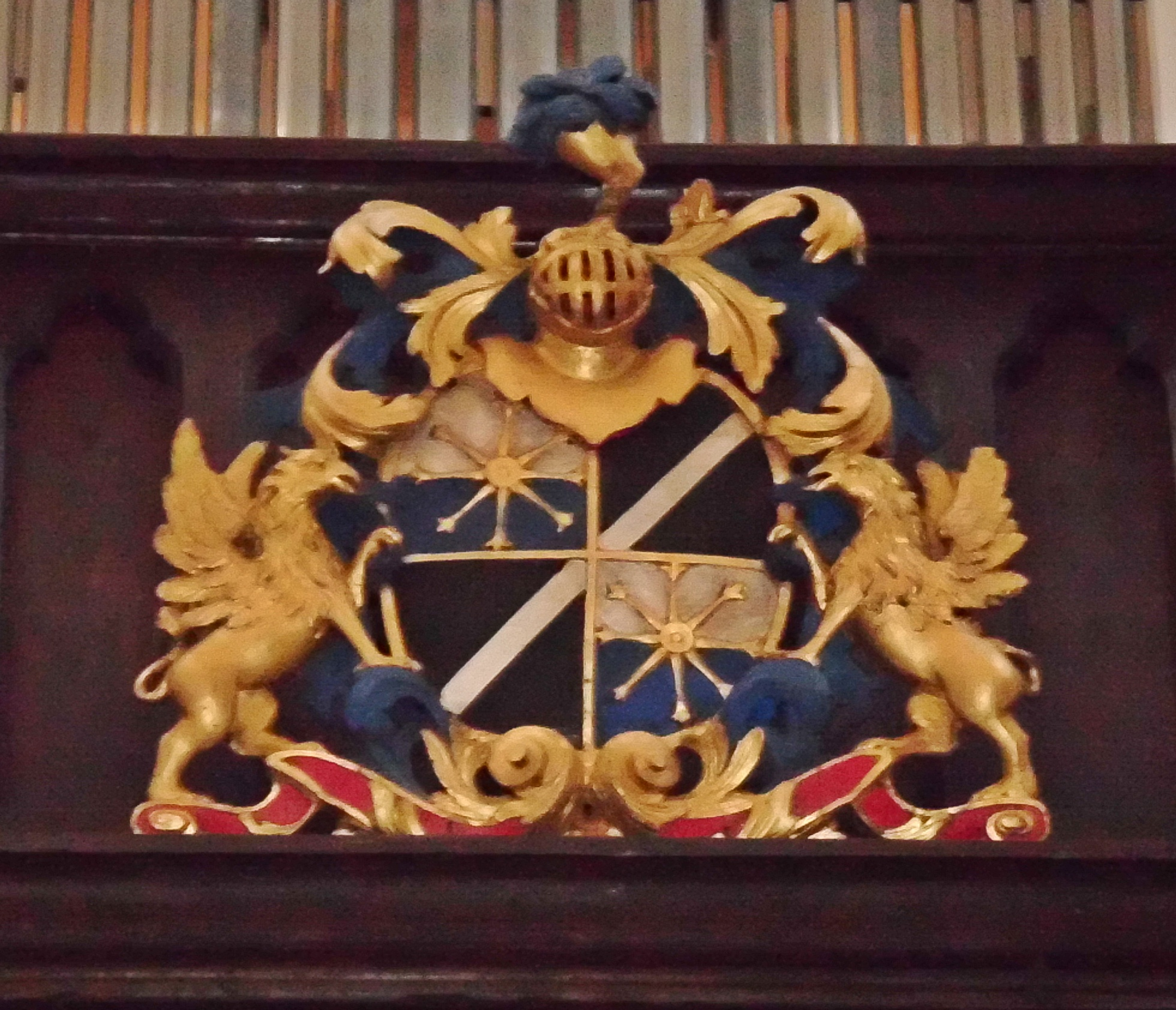
Wappen der Familie von Greiffenclau, in zwei Feldern vermehrt um das Ippelbrunner Adelswappen (silberne Schräglinksbalken in schwarzem Feld)

Friedrich von Greiffenclau zu Vollrads (* 8. März 1401 verm. auf Schloss Vollrads, Oestrich-Winkel; † 1462 auf der Insel Daksa bei Dubrovnik) war ein deutscher Ritter aus dem Geschlecht der Greiffenclau und wurde als Witwer Franziskaner. 

## Herkunft
Er entstammte dem in Winkel (Rheingau) beheimateten Uradelsgeschlecht von Greiffenclau, das dort seinen Sitz zunächst im  Grauen Haus, ab Anfang des 14. Jahrhunderts auf  Schloss Vollrads hatte. 
Friedrich von Greiffenclau zu Vollrads war der Sohn seines gleichnamigen Vaters († 1419) und dessen Gattin Irmgard von Ippelbrunn († 1425), Erbtochter ihrer Familienbesitztümer im saarländischen Eppelborn (= Ippelbrunn), in Schiffweiler und in Sinnerthal. Ihre Nachkommen trugen ein um das Ippelbrunner Familienwappen vermehrtes Wappenschild der Greiffenclau.
Sein Bruder Heinrich von Greiffenclau, Domdekan in Mainz und Trier, verzichtete 1456 auf seine Ämter und wurde Mönch im Birgittenkloster Marienforst bei Bonn, wo er 1462 verstarb.
Die Schwester Isengart von Greiffenclau zu Vollrads war Äbtissin im Kloster Marienberg zu Boppard, gilt als dessen Reformatorin und starb dort 1469, im Ruf der Heiligkeit. Elisabeth, eine andere Schwester, hatte Friedrich von Löwenstein zu Randeck († 1450), den kurpfälzer Amtmann in Bad Kreuznach, geheiratet. Seine Grabplatte ist dort in der Pauluskirche erhalten.

## Familie und Nachkommen

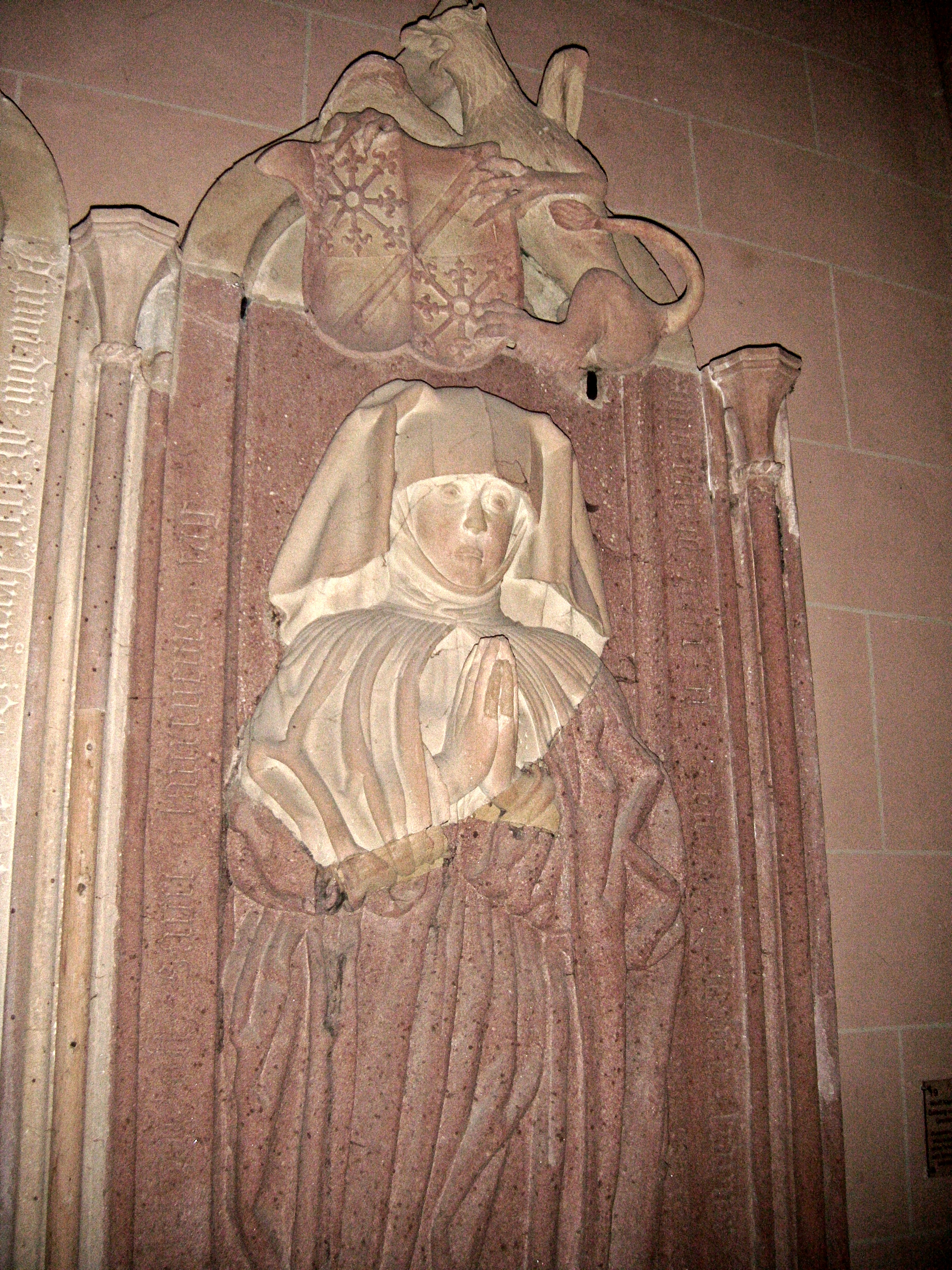
Die Tochter Gertrud von Dalberg geb. von Greiffenclau, auf ihrem Epitaph in der Katharinenkirche Oppenheim

1418 heiratete er Adelheid von Langenau († 1453), mit der er mindestens 7 Kinder hatte. 
Der Sohn Johann, Kurmainzer Vizedom des Rheingaus, erbte die dortigen Güter und vermählte sich mit Clara von Rathsamhausen; ihr Sohn Richard von Greiffenklau zu Vollrads (1467–1531) wurde Erzbischof und Kurfürst von Trier.
Friedrich, der zweite Sohn, übernahm den Besitz an der Saar und wurde Herr zu Eppelborn. Er heiratete Katharina von Elter (Autel) und sie sind die Großeltern des Trierer Kurfürsten Johann IV. Ludwig von Hagen.
Die Tochter Gertrud († 1502) ehelichte den kurpfälzischen Hofmarschall Wolfgang III. Kämmerer von Worms, genannt von Dalberg, (1426–1476) und ihr bzw. ihres Mannes kunstvolle Epitaphien haben sich in der Katharinenkirche Oppenheim erhalten. Beide sind die Eltern des berühmten Wormser Bischofs und kurpfälzischen Kanzlers Johann XX. von Dalberg (1455–1503), sowie seiner Brüder Friedrich VI. von Dalberg (1459–1506) und Wolfgang VI. von Dalberg (1473–1522). 
Die Töchter Isengard, Christina und Margareta wurden Ordensfrauen; Christina Äbtissin und Isengard Nonne in  Kloster Marienberg zu Boppard, Margareta Ordensschwester im Kloster Tiefenthal.

## Leben
Mit dem Tod der Mutter erbte Friedrich von Greiffenclau zu Vollrads 1425 den elterlichen Besitz im Rheingau und an der Saar. 1428 kämpfte er im Dienst König Sigismunds bei Golubac gegen die Türken. Hierbei rettete er den König vor Gefangenschaft und erlitt eine Beinverwundung, weshalb er zum Ritter geschlagen und in den Drachenorden aufgenommen wurde. Königin Barbara von Cilli belohnte ihn mit einer Binde, die ihr Wappen trug.  1429 war Greiffenclau am Feldzug gegen die Stadt Metz beteiligt. 

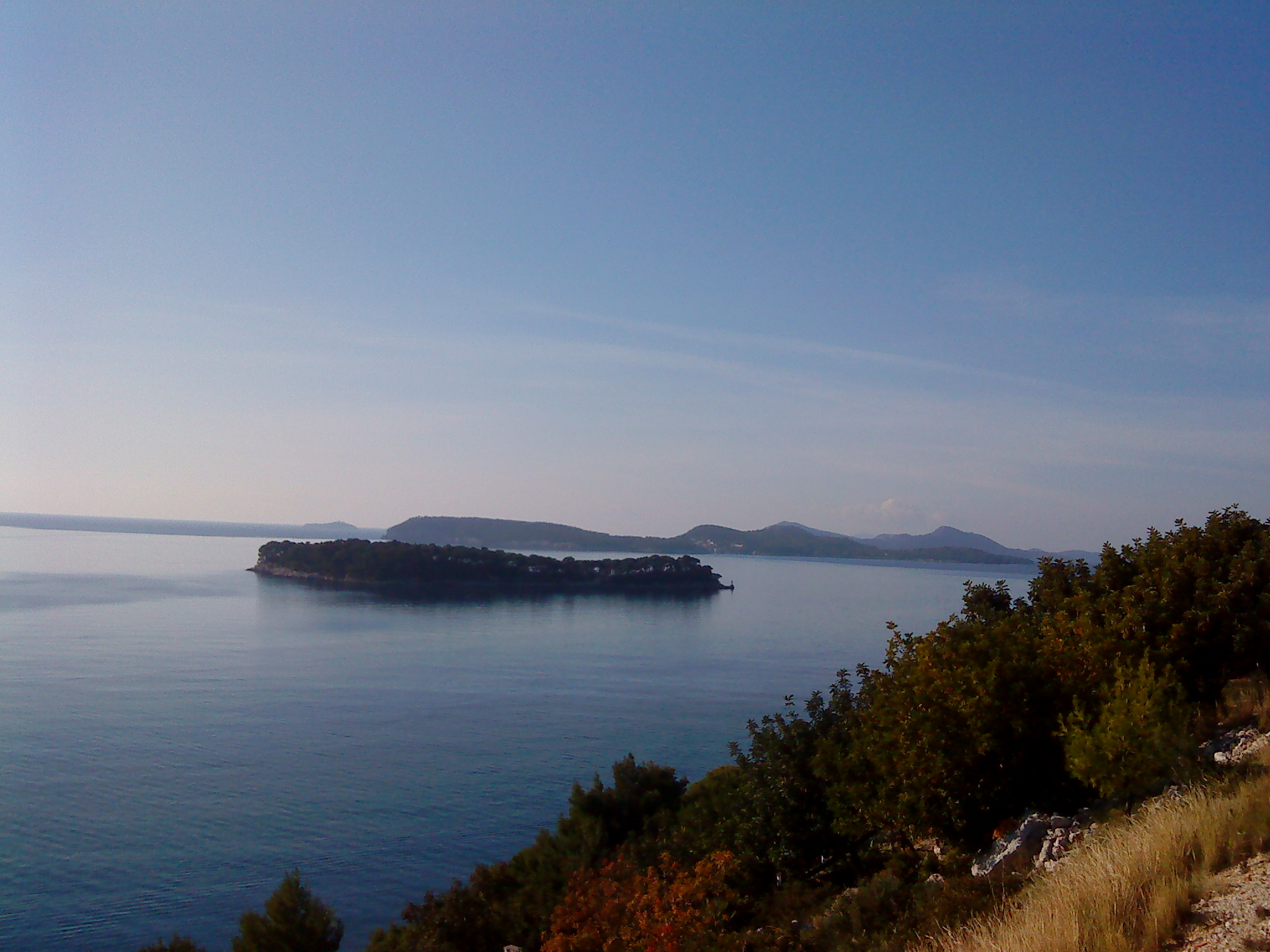
Die heute unbewohnte Insel Daksa, vor Dubrovnik

1453 wurde Friedrich von Greiffenclau zu Vollrads Witwer und begab sich von 1454 bis 1456 auf eine Pilgerreise nach Rom und ins Heilige Land. Bei der Rückreise trat er 1456 als Franziskanerbruder in das Kloster St. Sabina auf der Insel Daksa bei Dubrovnik ein, wo er 1462 (nach einer anderen Quelle schon 1459) starb. Dort besuchte ihn sein Schwiegersohn Wolf II. von Dalberg, als er selbst nach Jerusalem pilgerte. In seine Flersheimer Chronik nahm Bischof Philipp von Flersheim drei Briefe Friedrichs im Wortlaut auf, die dieser auf seiner Pilgerfahrt geschrieben hatte. Darin begründete er gegenüber den Söhnen seinen Ordenseintritt mit den Worten, es sei für ihn besser nun mit Vorsicht aus der Welt zu scheiden, als am letzten Tag in unvorsichtiger Weise.